# Yantai
Yantai (en chino, 烟台; pinyin, Yāntái) es una ciudad-prefectura y el mayor puerto pesquero de la provincia de Shandong en la República Popular China. Localizada al sur del mar de Bohai, la ciudad dispone de 909 km de costa. Ocupa un área de 2643,6 km² y su población total es de 6 510 000 (2011).

## Etimología
Su nombre significa literalmente "torre de humo", por las antiguas torres vigías en las que se hacían fuego y señales de humo, llamadas langyan (狼燧) porque supuestamente usaban excrementos de lobo. Estas alertaban de las frecuentes incursiones de piratas japoneses (wakō) a los pobladores.
El distrito más grande de la ciudad se llama Zhifu o Chefoo (芝罘), nombre que usaban los europeos para toda la ciudad.

## Administración
La ciudad prefectura de Yantai se divide en 4 distritos, 7 ciudades municipales y 1 condado.
- Distrito Zhifu (芝罘区)
- Distrito Fushan (福山区)
- Distrito Muping (牟平区)
- Distrito Laishan (莱山区)
- Ciudad Longkou (龙口市)
- Ciudad Laiyang (莱阳市)
- Ciudad Laizhou (莱州市)
- Ciudad Penglai (蓬莱市)
- Ciudad Zhaoyuan (招远市)
- Ciudad Qixia (栖霞市)
- Ciudad Haiyang (海阳市)
- Condado Changdao (长岛县)

—Estos se administran en 148 divisiones menores—.

## Historia
La región en la que se encuentra Yantai estuvo habitada desde tiempos remotos. Durante la dinastía Xia se fundó una pequeña ciudad en lo que hoy en día es la ciudad de Laizhou que se convirtió en un estado feudal, denominado Lai, durante el periodo de los Reinos Combatientes. Durante la dinastía Qin perteneció a la prefectura de Qi. Durante la dinastía Qing recibió el nombre de Dengzhou.
Tras la firma del Tratado de Tianjin en 1858, Yantai abrió su puerto para los negocios internacionales en mayo de 1861 aunque no se convirtió de forma oficial en un puerto para el comercio internacional hasta el mes de agosto del mismo año. 17 naciones diferentes establecieron embajadas en la ciudad.
Los Estados Unidos convirtieron Yantai en un puento de descanso para su flota establecida en Asia al finalizar la Primera Guerra Mundial.

## Economía
Yantai es actualmente la segunda mayor ciudad industrial en Shandong, detrás solamente de Qingdao. Sin embargo, la industria más grande de la región es la agricultura. Es famosa en toda China por una variedad particular de manzanas y es alberga la mayor y más antigua bodega de uvas del país (Changyu).
La ciudad-municipio (龙口) Longkou es bien conocida en toda China por su producción de fideos de celofán.
Zonas de desarrollo
Para abrirle paso a la economía extranjera,la ciudad cuenta con la zona de desarrollo.
La zona de desarrollo económico y tecnológico de Yantai es una de las zonas más tempranas aprobadas por el estado a nivel de desarrollo económico de China. Ahora se ha planeado un área de 10 km² con una población de 115 000 habitantes. Se encuentra en la punta de la península de Shandong, frente al Mar Amarillo. Colinda al centro de Yantai, a unos 6 kilómetros de distancia del puerto de Yantai, a 6 kilómetros de distancia de la estación de tren de Yantai, y a 30 minutos en carretera del aeropuerto internacional de Yantai.
La Zona Franca de Exportación Yantai es una de las primeras 15 zonas francas aprobadas por el Consejo de Estado. El área total de construcción es 4,17 km² , en el que la zona inicial cubre 3 km². Después de varios años, está completamente construida. En la actualidad, la infraestructura se ha completado, talleres estándar de 120.000 m² y depósitos de 40.000 m², se han construido. La zona ha atraído a los inversores de otros países y regiones, como Japón, Corea del Sur, Singapur, Hong Kong, Taiwán, Suecia, EE. UU., Canadá, etc.

### Transporte
La ciudad se conecta entre sí y con sus vecinas por medio de todos los medios de transporte:
Aire: El aeropuerto internacional Yantai Laishan (烟台莱山国际机场) es un aeropuerto civil y militar ubicado a 15 km del centro de la ciudad,comenzó operaciones en octubre de 1984.En este momento se encuentra en construcción un nuevo aeropuerto más grande y moderno en la ciudad de Penglai,que se espera que comience en 2014 y sea el reemplazo del actual.
Agua: La ciudad es un puerto importante al noreste de China,hay siete salidas diarias en barco lento a Dalian en la terminal del ferry y el trayecto dura 8 horas, con barco rápido alternativo, que tarda sólo 3,5 horas. También hay barcos a Tianjin, pero solo en el verano. Varios puertos coreanos se puede llegar en barco que dura aproximadamente 16 horas, incluyendo Incheon . A Japón se puede llegar en barco que dura aproximadamente 30 horas, Kobe.
Tierra (tren): Yantai es fácilmente accesible desde Jinan y Qingdao con frecuentes trenes al día. Sin embargo, el transporte por ferrocarril puede ser un inconveniente si se viaja a larga distancia, ya que no hay trenes directos o rápidos.
Tierra (autopistas): La ciudad cuenta con buenas carreteras: Yantái-Weifang (272 km), Yantai-Qingdao (276 km) y Yantai-Weihai (86 km),los minibuses circulan entre Yantai y las ciudades cercanas, como Qingdao (3,5 horas) y Weihai (1,5 horas).

## Clima
Yantai tiene un clima monzónico templado con cuatro estaciones bien diferenciadas. La precipitación media anual de la ciudad de 651,9 mm, la temperatura media anual de 11C, humedad relativa promedio anual de 68%, las horas de sol anuales promedio de 2698 horas con promedio de heladas de 210 días.
| Parámetros climáticos promedio de Yantai（1971－2000） | Parámetros climáticos promedio de Yantai（1971－2000） | Parámetros climáticos promedio de Yantai（1971－2000） | Parámetros climáticos promedio de Yantai（1971－2000） | Parámetros climáticos promedio de Yantai（1971－2000） | Parámetros climáticos promedio de Yantai（1971－2000） | Parámetros climáticos promedio de Yantai（1971－2000） | Parámetros climáticos promedio de Yantai（1971－2000） | Parámetros climáticos promedio de Yantai（1971－2000） | Parámetros climáticos promedio de Yantai（1971－2000） | Parámetros climáticos promedio de Yantai（1971－2000） | Parámetros climáticos promedio de Yantai（1971－2000） | Parámetros climáticos promedio de Yantai（1971－2000） | Parámetros climáticos promedio de Yantai（1971－2000） |
| Mes                                                    | Ene.                                                   | Feb.                                                   | Mar.                                                   | Abr.                                                   | May.                                                   | Jun.                                                   | Jul.                                                   | Ago.                                                   | Sep.                                                   | Oct.                                                   | Nov.                                                   | Dic.                                                   | Anual                                                  |
| ------------------------------------------------------ | ------------------------------------------------------ | ------------------------------------------------------ | ------------------------------------------------------ | ------------------------------------------------------ | ------------------------------------------------------ | ------------------------------------------------------ | ------------------------------------------------------ | ------------------------------------------------------ | ------------------------------------------------------ | ------------------------------------------------------ | ------------------------------------------------------ | ------------------------------------------------------ | ------------------------------------------------------ |
| Temp. máx. abs. (°C)                                   | 14.6                                                   | 19.8                                                   | 25.0                                                   | 31.9                                                   | 35.3                                                   | 38.0                                                   | 36.9                                                   | 36.2                                                   | 32.4                                                   | 30.4                                                   | 25.1                                                   | 18.8                                                   | '                                                      |
| Temp. media (°C)                                       | −1.2                                                   | −0.3                                                   | 4.8                                                    | 12.0                                                   | 17.8                                                   | 22.0                                                   | 24.8                                                   | 24.8                                                   | 21.1                                                   | 15.7                                                   | 8.4                                                    | 1.8                                                    | 12.6                                                   |
| Temp. mín. abs. (°C)                                   | −12.8                                                  | −12.6                                                  | −8.1                                                   | −2.6                                                   | 6.6                                                    | 11.5                                                   | 14.7                                                   | 15.0                                                   | 10.7                                                   | 0.8                                                    | −4.9                                                   | −10.8                                                  | '                                                      |
| Precipitación total (mm)                               | 11.5                                                   | 9.7                                                    | 16.5                                                   | 35.7                                                   | 49.9                                                   | 70.0                                                   | 150.0                                                  | 161.6                                                  | 83.7                                                   | 39.0                                                   | 25.1                                                   | 19.8                                                   | 672.5                                                  |
| Días de precipitaciones (≥ 1 mm)                       | 6.4                                                    | 5.0                                                    | 4.7                                                    | 6.2                                                    | 6.2                                                    | 8.5                                                    | 11.7                                                   | 10.3                                                   | 7.1                                                    | 6.2                                                    | 6.2                                                    | 7.5                                                    | 86                                                     |
| Fuente: 中国气象局公共气象服务中心 2012年12月12日      |                                                        |                                                        |                                                        |                                                        |                                                        |                                                        |                                                        |                                                        |                                                        |                                                        |                                                        |                                                        |                                                        |

## Lugares de interés
- Parque Yuhuangding: en su interior se encuentra el tempo Yuhuang, construido durante la dinastía Yuan. El templo se restauró durante las dinastías Ming y Qing.
- Museo de Yantai: el edificio fue construido durante la dinastía Qing y desde 1858 alberga el museo que contiene numerosos documentos y artefactos sobre la historia de la ciudad.
- Las islas largas (Changdao): se trata de un grupo de 32 islas, reserva natural de numerosas aves.

## Ciudades hermanadas
- Gijón, España.[6]